# Whited Inlet
Das Whited Inlet ist eine vereiste Bucht an der Oates-Küste im Norden des ostantarktischen Viktorialands. Sie liegt zwischen dem Northrup Head und der Anderson-Halbinsel.
Der United States Geological Survey kartierte sie anhand eigener Vermessungen und Luftaufnahmen der United States Navy aus den Jahren von 1960 bis 1963. Das Advisory Committee on Antarctic Names benannte sie im Jahr 1970 nach Robert J. Whited, Stabsleiter und Mitglied von Einsatzgruppen für Kartierungsarbeiten während der Operation Deep Freeze der Jahre 1968 und 1969.